# 志染町安福田
志染町安福田（しじみちょうあぶた）は、兵庫県三木市にある大字。旧・美嚢郡志染村大字安福田。郵便番号は673-0502。

## 地理

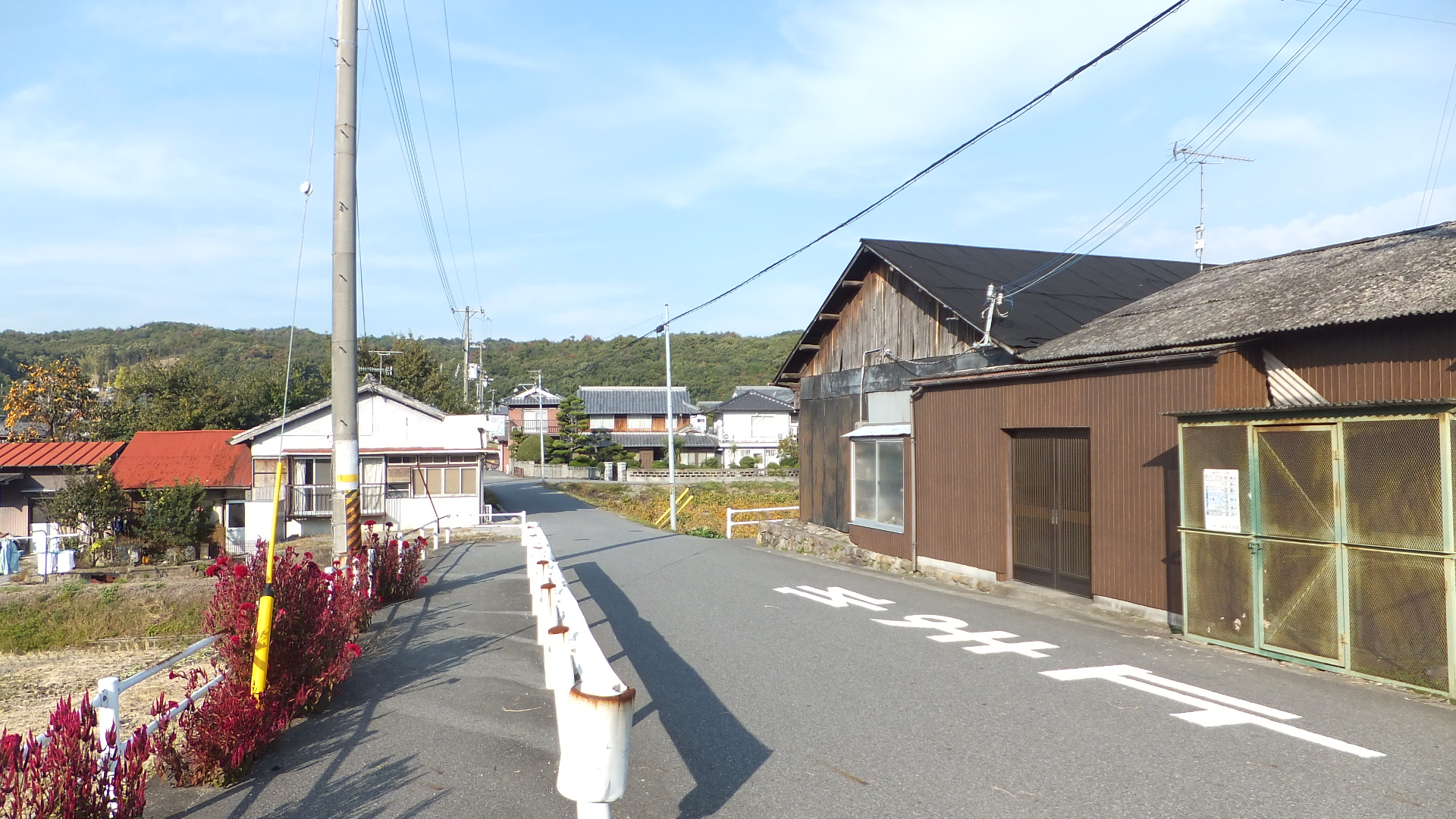
志染町安福田の街並み

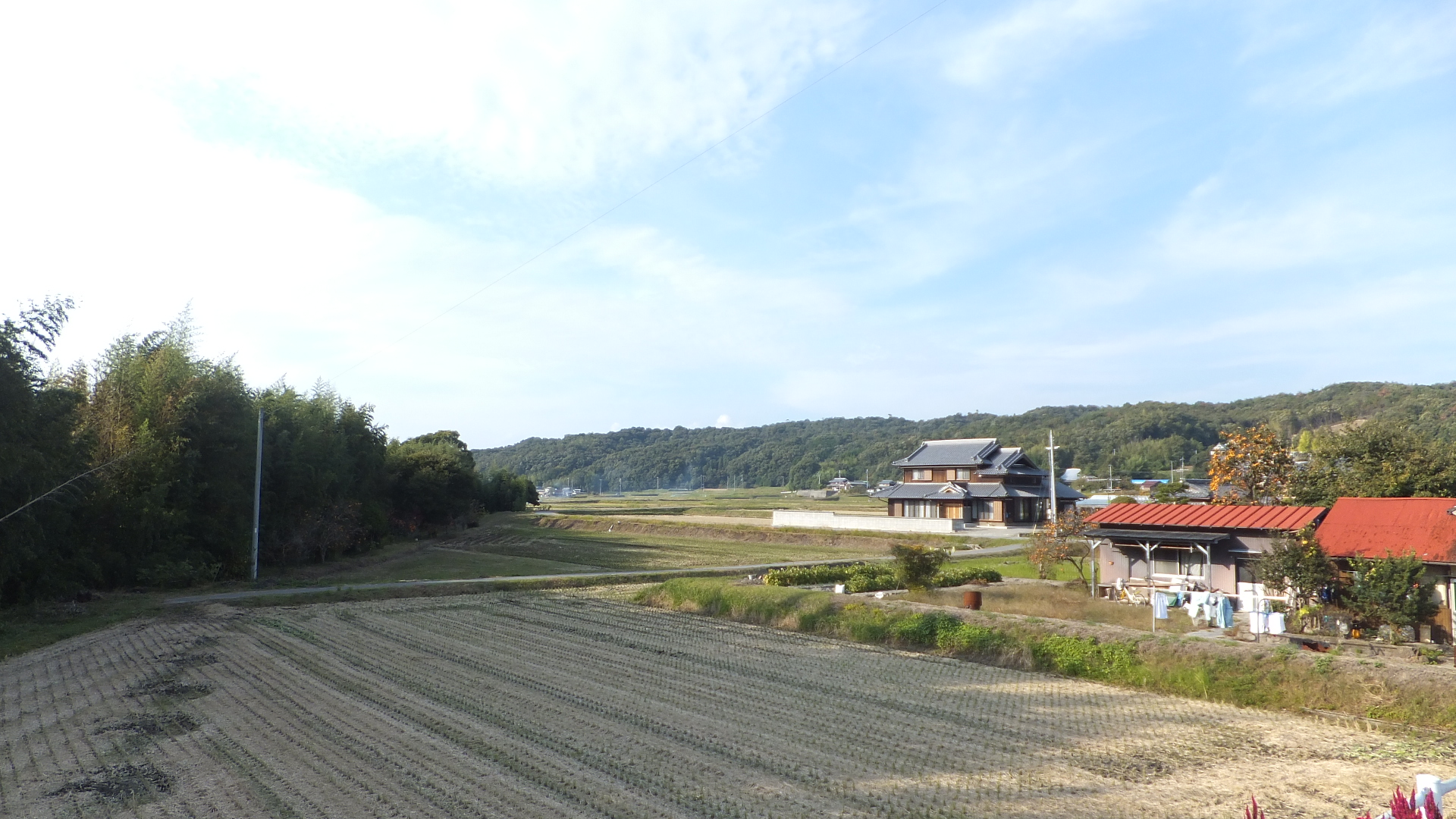
志染町安福田にある農業地帯

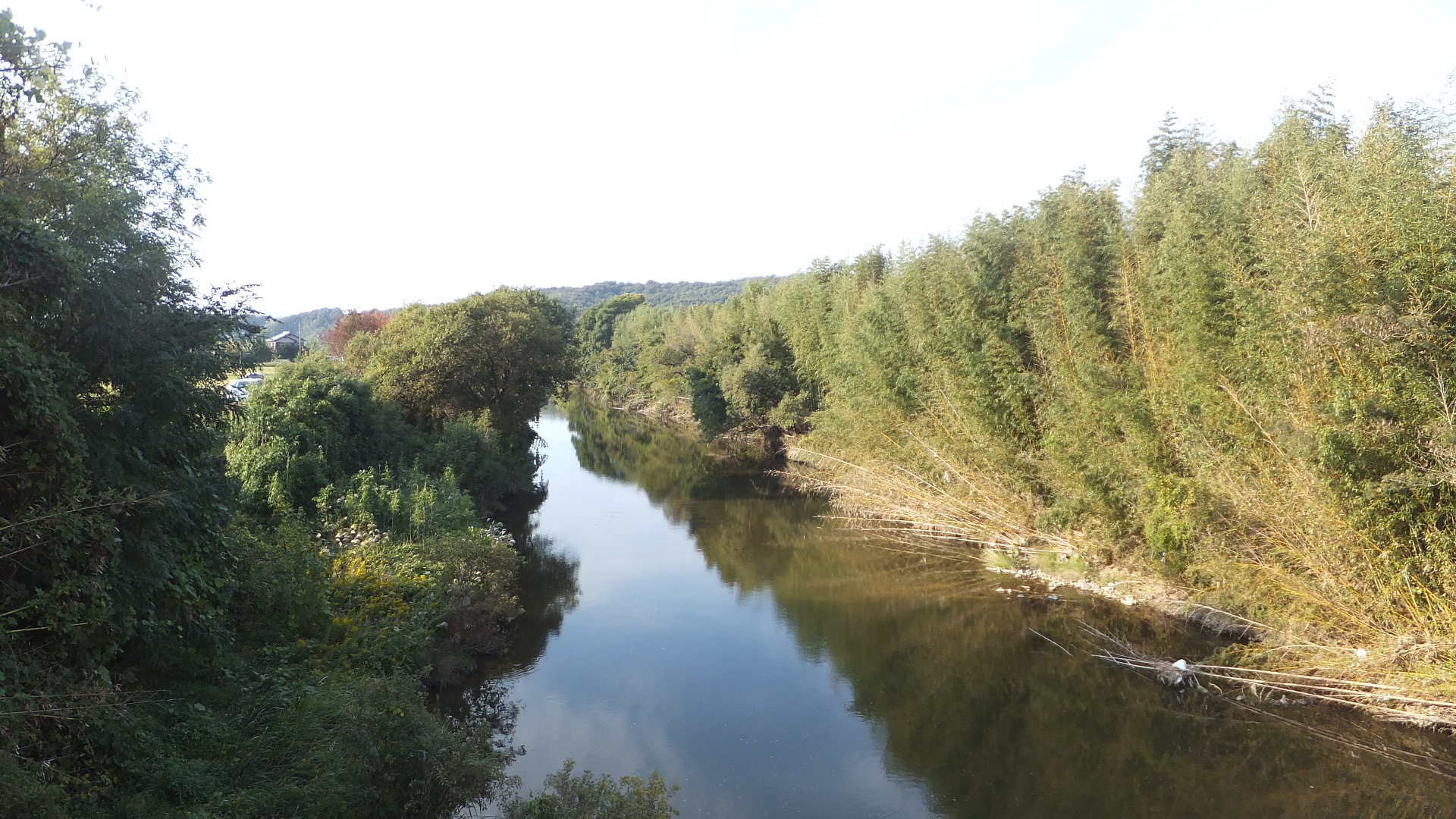
志染川

志染地区の西側、志染川下流右岸に位置する。南北朝時代に中山三郎左衛門光能が赤松円心入道則村とともに西国街道の警備に当たった場所である。現在は南側は東西に兵庫県道38号三木三田線が縦断しており沿道に住宅地と農業地帯が混在している。北側は山地と丘陵地であり、その谷間に大小多数の池が点在する。東側は志染町志染中・志染町井上、西側は志染町吉田、南側は志染町吉田、北側は与呂木・平井・細川町細川中と接する。

### 河川
地内には細目川と東吉田川が志染川と合流する。

## 地名の由来
この地内を安福氏が開拓して、安福と田霜の地名を付け、それらを合わせて名付けられた。
- 安福 - 領主の安福氏から名付けられた。
- 田霜 - 霜の降りる田から名付けられた。以前は「田下」であった[4]。

## 歴史

### 成立から町村制施行まで
室町時代の初期に開けた土地であると伝えられている。
- 1617年（元和3年） - 姫路藩領であった領地が明石藩の領地になる[8]。
- 1692年（元禄5年） - 栄運寺が開山する[7]。

### 町村制施行以降
- 1954年（昭和29年）7月1日 - 三木市編入に伴い、三木市志染町安福田になる[9]。

### 字域の変遷
| 実施前                 | 実施年       | 実施後             |
| ---------------------- | ------------ | ------------------ |
| 美嚢郡志染村大字安福田 | 1954年7月1日 | 三木市志染町安福田 |

## 世帯数と人口
2022年（令和4年）2月28日現在の世帯数と人口は以下の通りである。
| 町丁         | 世帯数 | 人口  |
| ------------ | ------ | ----- |
| 志染町安福田 | 66世帯 | 153人 |

## 小・中学校の学区
市立小・中学校に通う場合、学区は以下の通りとなる。
| 番地 | 小学校             | 中学校               |
| ---- | ------------------ | -------------------- |
| 全域 | 三木市立志染小学校 | 三木市立緑が丘中学校 |

## 施設
- 栄運寺 - 1692年に智源が開山したと伝えられている[7][6]
- 八幡社[6]
- 安福田公民館
- 竹中半兵衛の墓碑（墓所は三木市平井にあるが、墓碑が当地内にあると伝えられている）[6]

## 交通

### 鉄道
地内には鉄道は走っていない。

### バス
- 神姫バス
  - 西脇急行線
- みっきぃバス

### 道路
- 山陽自動車道
  - 平井山トンネル
- 兵庫県道38号三木三田線
  - 長早橋 - 当地内と志染町志染中を結ぶ橋である。

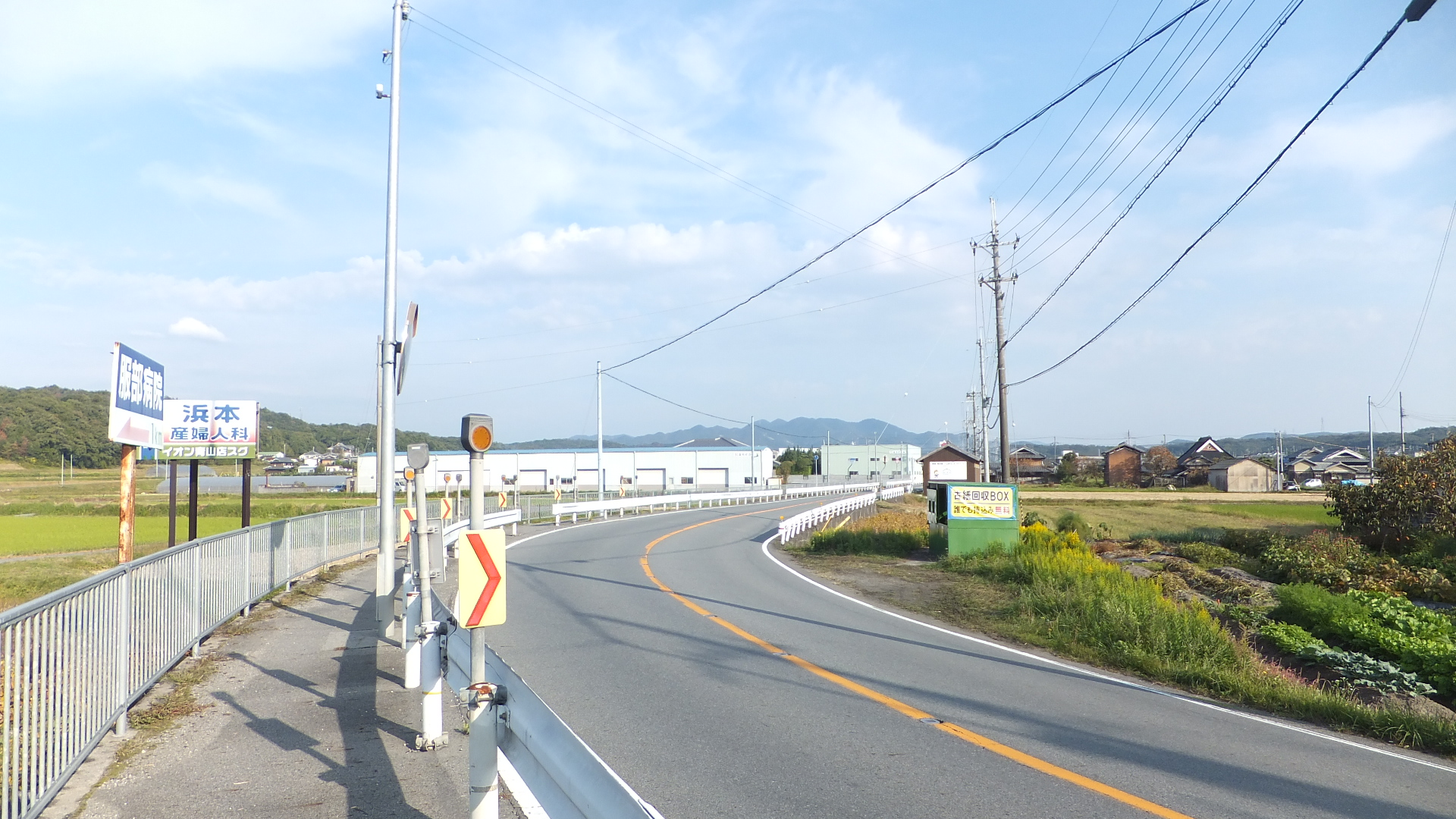
兵庫県道38号三木三田線
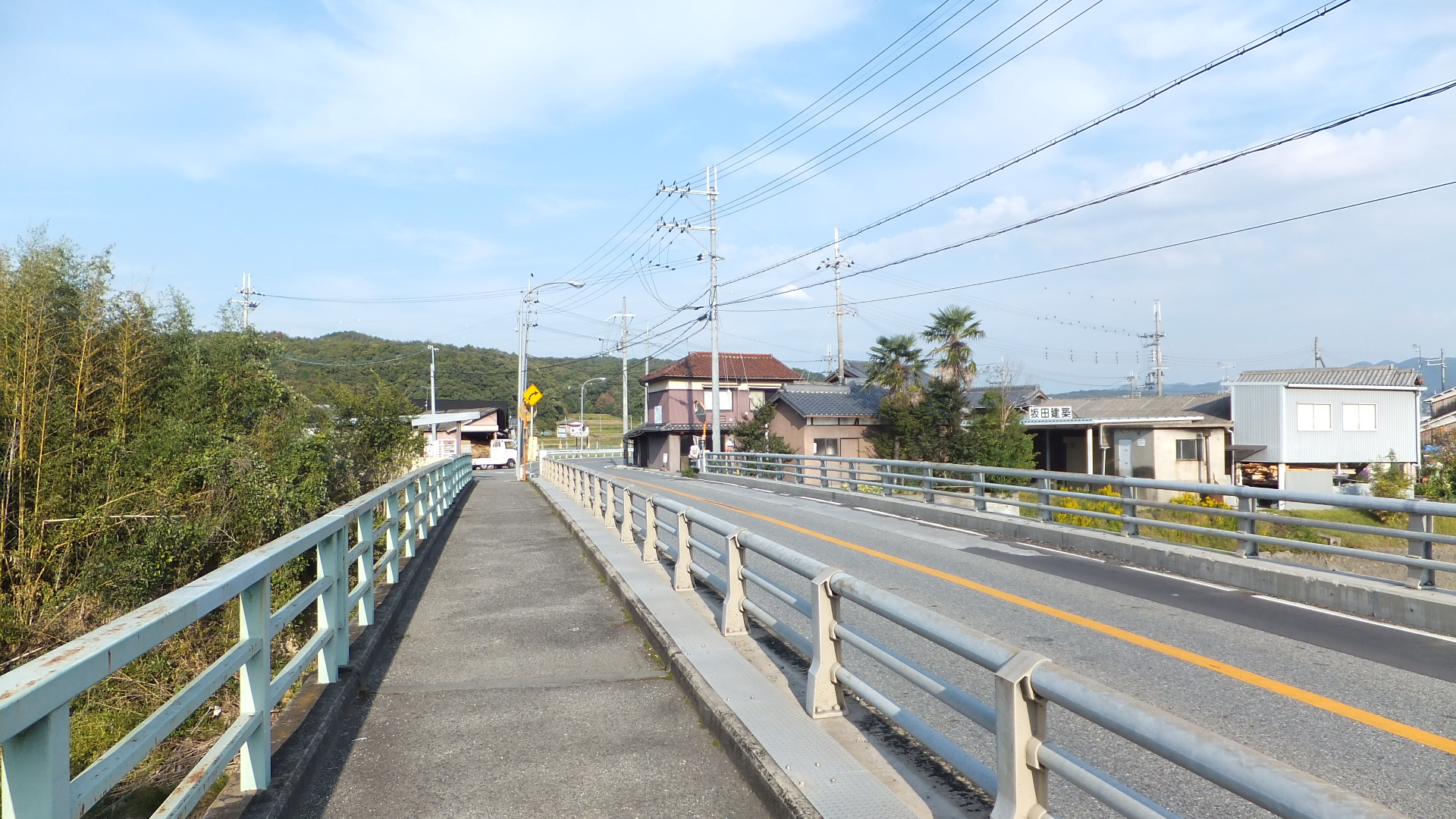
長早橋